# 코히나타 후미요
코히나타 후미요(小日向 文世 고히나타 후미요[*], 1954년 1월 23일~)는 일본의 배우이다. 홋카이도 미카사시 출신이며, 소속사는 파더 코퍼레이션이다. 1977년 극단 '온 시어터 자유극장'에 입단해 극단이 해체된 1996년까지 19년간 활동했다. 극단 해체 후에는 영화, 텔레비전 드라마에 출연했지만 단역을 많이 맡았다.

## 출연 작품

### 드라마
1998년
- 《뉴스의 여자》
- 《신이시여 조금만 더》
- 《기묘한 이야기 시리즈》
  - 1998년 가을 SP 〈징역 30일〉
  - 2000년 봄 SP 〈총남〉
  - 2001년 봄 SP 〈싫은 아이〉
  - 2007년 봄 SP 〈회상전차〉
- NHK 대하드라마 《도쿠가와 요시노부》 - 니시 아마네 역

1999년
- 《위험한 방과후》
- 《링: 최종장》
- 《후루하타 닌자부로 시리즈》
  - 1999년 시즌 3 〈슬픈 완전범죄〉
  - 2006년 파이널 〈라스트 댄스〉

2000년
- 《6번째 사요코》

2001년
- 《HERO》
- 《구명병동 24시 시즌 2》
- 《안녕 오즈 선생님》
- 《하쿠센 나가시: 여행길의 시》

2002년
- 《키사라즈 캐츠아이》
- 《천재 유교수의 생활》
- 《소나기 비 갠 오후》

2003년
- 《내가 걷는 길》
- 《한 여름의 아빠에게》

2004년
- 《나와 그녀와 그녀가 사는 길》
- 《신선조!》
- 《오렌지 데이즈》
- 《워터보이즈 2》
- 《메다카》

2005년
- 《상냥한 시간》
- 《타이거 앤 드래곤》
- 《루리의 섬》
- 《힘내서 갑시다》
- 《사랑의 노래》

2006년
- 《사토미 팔견전》
- 《어텐션 플리즈》
- 《내가 걷는 길》

2007년
- 《소에게 소원을》

2008년
- 《내일의 키타 요시오: 세상에서 가장 불행한 남자, 기적의 11일》 - 주연 키타 요시오 역
- 《81 다이버》
- 《태양과 바다의 교실》
- 《스캔들》
- 《나나세 다시 한 번》

2009년
- 《트라이앵글》
- 《결혼 활동!》
- 《타임슬립 닥터 진》

2010년
- 《W의 비극》
- 《우리집의 역사》
- 《해머 세션!》
- 《마크스의 산》
- 《퍼펙트 리포트》

2011년
- 《타임슬립 닥터 진 2》
- 《불닥터》
- 《전업주부탐정~나는 그림자》

2012년
- 《타이라노 키요모리》 - 미나모토노 타메요시 역
- 《성스러운 괴물들》
- 《악몽짱》

2013년
- 《라스트 호프》

2014년
- 《MOZU》 - 츠키 슌스케 역

2015년
- 《DOCTOR 3. ~최강의 명의~》
- 《불편한 심부름센터》
- 《Dr.린타로》 - 엔노지 카즈오 역
- 《리스크의 신》

2016년
- 《언젠가 이 사랑을 떠올리면 분명 울어버릴 것 같아》
- 《스미카 스미레》
- 《사나다마루》 - 도요토미 히데요시 역
- 《중쇄를 찍자!》 - 미쿠라야마 류(三藏山 龍) 역
- 《그라메 ~총리의 요리사~》

### 영화
- 1988년 《상하이 반스킹》
- 1996년 《잠자는 남자》
- 1999년 《링 2》
- 1999년 《오디션》 - 방송국 발표자 역
- 2000년 《오디션》
- 2003년 《키사라즈 캐츠아이 일본시리즈》
- 2003년 《g@me》
- 2004년 《캐산》
- 2004년 《식스티 나인》
- 2004년 《스윙 걸즈》
- 2004년 《하현의 달》
- 2004년 《사랑의 문》
- 2004년 《지금, 만나러 갑니다》
- 2004년 《은빛 천사》 주연
- 2005년 《터치》
- 2005년 《올웨이즈 3번가의 석양》
- 2005년 《우동》
- 2005년 《무지개 여신》
- 2006년 《키사라즈 캐츠아이 월드시리즈》
- 2006년 《7월 24일 거리의 크리스마스》
- 2007년 《그래도 내가 하지 않았어》 - 무로야마 쇼고 역
- 2007년 《그 때는 그 이에게 안부 전해줘》
- 2007년 《HERO》
- 2007년 《올웨이즈 3번가의 석양 속편》
- 2008년 《더 매직아워》
- 2008년 《사이보그 그녀》
- 2008년 《해피 플라이트》
- 2009년 《중력 피에로》
- 2009년 《지지 않는 태양》
- 2010년 《남동생》
- 2010년 《아웃레이지》
- 2011년 《나와 아내의 1778가지 이야기》
- 2015년 《모즈》
- 2015년 《하루코의 파라노말 액티비티》
- 2015년 《스기하라 지우네》
- 2017년 《메리와 마녀의 꽃》 - 닥터 디 역 (목소리)
- 2017년 《서바이벌 패밀리》 - 요시유키 역
- 2018년 《기도의 막이 내릴 때》
- 2018년 《해피 해피 레스토랑》 - 오타니 역
- 2019년 《매스커레이드 호텔》 - 노세 역
- 2019년 《컨피던스맨 JP》